# Rapamycin

Rapamycin

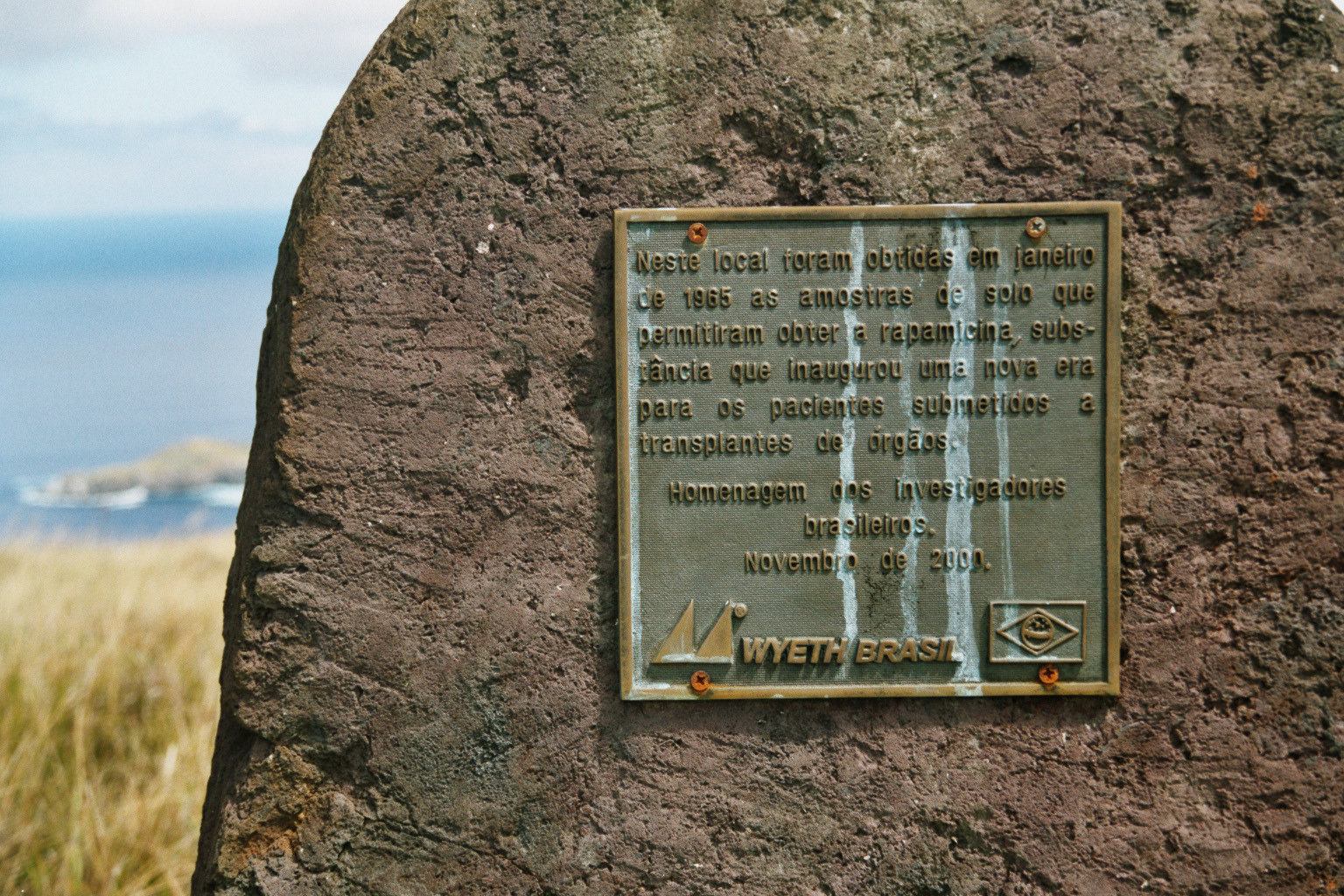
Minnesplakett på Påskön över upptäckten av rapamycin.

Rapamycin, eller sirolimus, är ett läkemedel. Det säljs bland annat under handelsnamnen Rapamune (hos Pfizer) och Hyftor (hos det tyska företaget Plusultra pharma GmbH).
Rapamycin är en immunhämmande mTOR-inhibator med makrolidstruktur. Den används bland annat till behandling av stenter för insättning i hjärtats kranskärl, till att förebygga transplantatavstötning efter njurtransplantation hos vuxna, behandla den sällsynta lungsjukdomen lymphangioleiomyomatosis samt behandla cancerformen PEComa.
Proteinet mTOR (mammalian Target Of Rapamycine) fick sitt namn baserat på att rapamycin kunde hämma dess aktivitet. Rapamycin fick i sin tur sitt namn baserat på att substansen produceras av bakterien Streptomyces hygroscopicus, vilken först isolerades från ett jordprov från ön Rapa Nui (Påskön). 
Initialt användes denna substans för att hämma spridning av svampinfektioner. Numera används den framförallt som immunhämmande läkemedel efter transplantationer. 

## Historik
Upptäckten av rapamycin har sitt ursprung i den kanadensiska Medical Expedition to Easter Island 1964–1965. Bakteriologen Georges Nógrády tog jordprover över hela Påskön och upptäckte i ett av dem en okänd substans, som producerades av Streptomyces hygroscopicus. År 1969 överlämnade han sin samling av jordprover till läkemedelsföretaget Ayerst Pharmaceuticals i Montréal. Där isolerade och karaktäriserade Claude Vézina och Surendra Sehgal 1972 den av Streptomyces hydroscopicus producerade substansen, vilken de gav namnet rapamycin efter namnet på Påskön på det lokala språket rapa nui. De publicerade 1975 en akademisk rapport, där de påvisade att rapamycin hade effekt på svampinfektioner. Senare visade sig att den var immunhämmande, varför den kom att användas vid njurtransplantationer och behandling av autoimmuna sjukdomar.
Rapamycin (Rapamune) godkändes av Food and Drug Administration i USA 1999. Gelen Hyftor godkändes för behandling av angiofibrom i Europeiska unionen 2023.
Forskning har skett och sker beträffande andra effekter av och användningsområden för rapamycin. Detta inkluderar för att senarelägga menopausen och bromsa förloppet av Alzheimers sjukdom